# Liste der portugiesischen Botschafter in der Republik Kongo
Die Liste der portugiesischen Botschafter in der Republik Kongo listet die Botschafter der Republik Portugal in der Republik Kongo (zwischen 1969 und 1991 Volksrepublik Kongo) auf. Die Länder unterhalten seit 1960 diplomatische Beziehungen, die auf die Ankunft der Portugiesischen Seefahrer am Kongo-Strom 1482 und der ab 1491 erfolgten Aufnahme diplomatischer Beziehungen zwischen dem Königreich Portugal und dem Königreich Kongo zurückgehen.
Erstmals akkreditierte sich ein portugiesischer Vertreter im Jahr 1961 in der kongolesischen Hauptstadt Brazzaville. Die Botschaft Portugals dort wurde 1965 wieder geschlossen, nach dem Abbruch der diplomatischen Beziehungen in Folge des Portugiesischen Kolonialkriegs im nahen Angola. 1975, nach der Nelkenrevolution in Portugal 1974 und dem folgenden Ende des Kolonialkriegs, nahmen beide Staaten ihre diplomatischen Beziehungen wieder auf. Eine eigene Botschaft hat Portugal seither dort nicht wieder eröffnet, die Republik Kongo gehört zum Amtsbezirk des Portugiesischen Botschafters in der Demokratischen Republik Kongo (zwischen 1971 und 1997 Zaire), der sich dazu in Brazzaville zweitakkreditiert (Stand 2019).
In der kongolesischen Hafenstadt Pointe-Noire besteht ein portugiesisches Honorarkonsulat.

## Missionschefs
| Name                                            | Bild           | Amtszeit                         | Anmerkungen                                                                       |
| Republik Kongo                                  | Republik Kongo | Republik Kongo                   | Republik Kongo                                                                    |
| ----------------------------------------------- | -------------- | -------------------------------- | --------------------------------------------------------------------------------- |
| Gonçalo Luís Maravilhas Correia Caldeira Coelho |                | 17. Mai 1961 –6. Mai 1962        | Botschafter mit Amtssitz Brazzaville, am 25. Mai 1961 akkreditiert                |
| Humberto Pinto de Lima                          |                | 4. August 1962 –19. Juni 1964    | Geschäftsträger am Amtssitz Brazzaville                                           |
| João Manuel Reprezas Godinho Gueifão            |                | 11. August 1964 –24. August 1965 | Botschafter mit Amtssitz Brazzaville, Botschaft 1965 geschlossen                  |
| Álvaro Manuel Soares Guerra                     |                | ab 1984                          | Botschafter, am 16. August 1984 akkreditierten                                    |
| José Manuel Duarte de Jesus                     |                | ab 1989                          | Botschafter mit Amtssitz Kinshasa, am 29. August 1989 in Brazzaville akkreditiert |
| João Carlos Bessa Pinto Versteeg                |                | ab 1995                          | Botschafter mit Amtssitz Kinshasa                                                 |
| Francisco Domingos Garcia Falcão Machado        |                | ab 1999                          | Botschafter mit Amtssitz Kinshasa, 1999 akkreditiert                              |
| Alfredo Manuel Silva Duarte Costa               |                | ab 2004                          | Botschafter mit Amtssitz Kinshasa                                                 |
| João Manuel Pina Perestrello Cavaco             |                | ab 2008                          | Botschafter mit Amtssitz Kinshasa                                                 |
| João José Cabral de Albuquerque Côrte-Real      |                | ab 2013                          | Botschafter mit Amtssitz Kinshasa                                                 |
| António Gaspar Inocêncio Pereira                |                | seit 2017                        | Botschafter mit Amtssitz Kinshasa                                                 |